# Кривавий червоний барон
«Кривавий червоний барон» (англ. Anno Dracula: The Bloody Red Baron або англ. The Bloody Red Baron) — роман в жанрі альтернативної історії / жахів 1995 року британської письменниці Кім Ньюман. Це друга книга в серії «Анно Дракула», дія якої розгортається під час Великої війни, через 30 років після першого роману.

## Сюжет
Дія книги розгортається під час Першої світової війни та досліджує спроби Клубу Діогена розслідувати спроби Німеччини створювати потужних неживих літальних апаратів. Німецькі операції очолювали Ротванг, Доктор Калігарі та Доктор Мабусе. Однією з їхніх успішніших спроб є льотчик нежиті, відомий як Червоний Барон. Історія також показує Едгара Аллана По як письменника-вампіра, якому доручили написати автобіографію Червоного Барона.

## Установка
Дія книги розгортається у всесвіті альтернативної історії, у якому професор Ван Хельсінг зазнав невдачі у своїх зусиллях убити графа Дракулу. Це призвело до поширення вампірів по всьому світу. Книга поєднує в собі велику кількість історичних і вигаданих персонажів, як і її попередниця, «Анно Дракула», і віддає належне багатьом фільмам і романам про Першу світову війну.

## Персонажі
У романі з'являються численні персонажі з інших медіа, зокрема з телебачення та кіно, а також з опублікованих романів та оповідань. Деякі з них названі безпосередньо, інші описані. Цей список далеко не повний.

### Центральні держави

#### Вигадані
- Граф Дракула — «Дракула» Брема Стокера
- Наречені Дракули — «Дракула» Брема Стокера
- Пауль Боймер — «На Західному фронті без змін», антивоєнний роман Еріха Марії Ремарка
- Доктор Калігарі — фільм «Кабінет доктора Калігарі» (1920)
- Барон фон Еммельман — персонаж коміксів «Купа»
- Молоток - персонаж коміксів «Ворожий ас»
- Хардт - Фільм «Шпигун у чорному» (1939)
- Генерал Карнштейн — «Кармілла» Шерідана Ле Фаню
- Доктор Мабюз — літературні твори Норбера Жака
- Барон Мейнстер — фільм «Наречені Дракули» (1960)
- Доктор Орлов - фільм «Жахливий доктор Орлофф» (1962)
- Граф Орлок — фільм «Носферату» (1922)
- Яльмар Поельціг — З фільму «Чорний кіт» 1934 року
- Робур — «Робур Завойовник» Жуля Верна.
- Ротванг — фільм «Метрополіс» (1927)
- Тео Кречмар-Шульдорф — фільм «Життя і смерть полковника Блімпа»
- Бруно Стахель - фільм «Блакитний Макс» (1966)
- Еріх фон Штальгайн — серія «А-а-а-а!» від WE Johns
- Професор Якоб Тен Брінкен — «Альрауне» (1911) роман
- Арманд Тесла - фільм «Повернення вампіра» (1943)
- Лемора - «Лемора: Дитяча казка про надприродне» (1971) фільм
- Фаустина - Алджернон Чарлз Свінберн опублікував однойменний вірш
- Грегорі фон Байерн — «Дракон в очікуванні» Джона М. Форда
- Шато дю Малінбуа — історії Авероня, якого переслідує вампір, Кларк Ештон Сміт
  - Перейменовано на Замок Гоенверфен (Замок орлів) - фільм «Куди залітають тільки орли» (1968).
- Доктор Крюгер — повторюваний лиходій G8 та його бойові аси, вперше з'явився в «Кажанячій ескадрильї» (1933)

#### Історичні особи
- Освальд Бельке
- Ганс Гайнц Еверс
- Франц Фердинанд
- Франц Йосиф I Австрійський
- Ентоні Фоккер
- Еріх фон Фалькенгайн
- Герман Герінг
- Фріц Гаарман
- Мата Харі
- Пауль фон Гінденбург
- Адольф Гітлер
- Макс Іммельманн
- Франц Кафка
- Петер Кюртен
- Бела Лугоші
- Еріх Людендорф
- Гельмут фон Мольтке
- Фрідріх Вільгельм Мурнау
- Едгар Аллан По
- Віллі Санке
- Петер Штрассер
- Ернст Удет
- Манфред фон Ріхтгофен
- Лотар фон Ріхтгофен
- Софі, герцогиня Гогенберг
- Кайзер Вільгельм II
- Фердинанд фон Цеппелін

### Союзники

#### Вигаданы
- «Ред» Олбрайт — радіошоу «Капітан Опівніч»
- Кент Аллард — серія «Тінь» Волтера Б. Гібсона
- Джеймс «Джим» Апперсон — з фільму «Великий парад» 1925 року
- Доктор Ерровсміт — «Стрілець», роман Сінклера Льюїса
- Ашенден — «Ашенден: Або британський агент», роман Сомерсета Моема
- Джейк Барнс — «І сонце сходить», роман Ернеста Гемінґвея
- Едді Бартлетт — фільм «Ревучі двадцяті»
- Джеймс Бігглсворт — із серії «Бігглз» В. Е. Джонса
- Леді Дженніфер Бекінгем — «Військові ігри» серіалу «Доктор Хто»
- Джеррі Дендрідж — фільм «Ніч страху»
- Кліффорд Чаттерлей — «Коханець леді Чаттерлей»', роман Д. Г. Лоуренса
- Калеб Крофт — фільм «Могила вампіра» (або «Насіння терору»)
- Кортні — «Світанковий патруль» (фільм 1930 року)
- Том Кандалл — «Крилата перемога», роман Віктора Масліна Єйтса
- Сержант Драво — «Людина, яка могла б стати королем» Редьярда Кіплінга
- Бульдог Драммонд — роботи Г. С. МакНіла
- Огастус «Гассі» Фінк-Ноттл- серія «Берті Вустер» П. Ґ. Вудгауза.
- Джеймс Гатц (Джей Гетсбі) — «Великий Гетсбі» Ф. Скотта Фіцджеральда
- Рядовий Чарльз Годфрі — з серіалу «Татова армія» (відомий як «квакер-носильник Годфрі»)
- Міна Гаркер — «Дракула» Брема Стокера
- Джинджер Гебблтвейт — із серії «Бігглз» В. Е. Джонса
- Майкрофт Холмс — з творів Артура Конан Дойля
- Шерлок Холмс — з творів Артура Конан Дойля
- Нік Найт — з серіалу «Лицар назавжди»
- Костаки — з «Блідої дами» Олександра Дюма, батька
- Алджернон «Елджі» Лейсі — із серії «Бігглз» В. Е. Джонса
- Берті Ліссі — персонаж із серії " Бігглз " В. Е. Джонса, представник вищого класу, який носить монокль, вимовляє клішовані вирази і має деяку схожість з Берті Вустером П. Ґ. Вудгауза.
- Кері Локвуд — з фільму «Останній політ» 1931 року
- Підполковник Ендрю Блоджетт «Монах» Мейфейр — один з п'яти помічників Дока Севіджа
- Генерал Міро — з фільму «Шляхи слави»
- Доктор Моро — з роману Герберта Веллса «Острів доктора Моро»
- Оуран — з фільму 1932 року «Острів втрачених душ»
- Роджер Пендерел — з роману Дж. Б. Прістлі «Знедолені» 1927 року
- Кейт Рід — персонаж роману «Дракула», якого вирізали з остаточної версії роман
- Лорд Рутвен — з оповідання «Вампір» доктора Джона Вільяма Полідорі
- Северин — з фільму «Майже стемніло»
- Джордж Шерстон — з трилогії Зіґфріда Сассуна «Шерстон»
- Граф Сінестр — з фільму «Привиди темряви»
- Капітан Еліот Спенсер — оригінальний образ Пінхеда з фільму «Повсталий з пекла»
- Симон Тамплієр — з романів і серіалу «Святий»
- Тітенс — Ймовірно, Крістофер Тітенс з фільму «Кінець параду» Форда Меддокса Форда
- Доктор Торндайк — з романів Р. Остіна Фрімена
- Ізольда — з французького фільму «Страх вампірів»
- Джедедайя Ліланд — з роману Орсона Веллса «Громадянин Кейн»
- Герберт Вест — з оповідання «Герберт Вест - реаніматор» Г. П. Лавкрафта
- Лорд Пітер Вімсі — з романів Дороті Л. Сейерс «Пітер Вімсі» (згадується як «другий син герцога Денверського»)
- Вілсон — із серії книг про Бігглів
- Клайв Вінн-Кенді — з фільму «Життя і смерть полковника Блімпа».

#### Реальні
- Герберт Генрі Асквіт
- Альберт Болл
- Томас Бічем
- Рой Браун
- Едіт Кавелл
- Вінстон Черчилль
- Артур Ріс Девідс
- Дуглас Гейґ, 1-й граф Гейґ
- Ланое Говкер
- Сідней Горлер
- Девід Ллойд Джордж
- Едмунд Ґоссе
- Освальд Мослі
- Філіпп Петен
- Микола II Російський
- Олексій Миколайович, російський царевич
- Чарльз Нунгессер
- Джон Першинг
- Мері Пікфорд
- Григорій Распутін
- Вільям Робертсон
- Саки
- Менсфілд Сміт-Каммінґ
- Джон Рональд Руел Толкін
- Г'ю Тренчард
- Король Великої Британії Віктор
- Герберт Веллс
- Генрі Г'юз Вілсон
- Вудро Вільсон

### Позаблокові

#### Вигадані
- Фантомас — з творів Марсель Аллен та П'єра Сувестра.
- Джулс і Джим — з фільму «Жуль і Джим»
- Арсен Люпен — з творів Моріс Леблан
- Перле фон Маурен — з «Одкровень у чорному» Карла Якобі
- Олівер Меллорс — з роману «Коханець леді Чаттерлей».
- Чарльз Плампік — з фільму 1966 року «Червовий король».
- Снупі — з «Peanuts» Чарльза М. Шульца.[2]
- Швейк — з «Пригоди бравого вояка Швейка» Ярослава Гашека
- Лангстрем з Готемського університету/ Мен-Бет — Роберт Кіркланд (Кірк) Лангстрем із слави Бетмена DC Comics; звичайно анахронізм.
- Жак Лантьє — з роману Еміля Золя «Людина-звір».
- Дес Ессейн — з «Ребурс» Жоріс-Карл Гюїсманс.
- Седі Томпсон — з однойменного фільму 1928 року.
- Лола-Лола — з німецького фільму 1930 року «Блакитний ангел».
- Джіджі — з французької повісті Джіджі Колетт
- Джіггс — з американського фільму 1958 року «Заплямовані ангели».
- Юдекс — з німого французького серіалу 1912 року.

#### Справжні
- Володимир Ленін